# Anne-Caroline Graffe
Anne-Caroline Graffe (* 12. Februar 1986 in Papeete, Französisch-Polynesien) ist eine französische Taekwondoin. Sie startet in der Gewichtsklasse über 73 Kilogramm. Sie ist Ritter des französischen nationalen Verdienstordens.
Graffe begann ihren Sport im Alter von elf Jahren beim tahitianischen Verein AS Manu-Ura. Im Jahr 2003 zog sie nach Frankreich, um unter professionellen Bedingungen trainieren zu können. Im gleichen Jahr nahm sie in Garmisch-Partenkirchen erstmals an der Weltmeisterschaft teil, schied aber in ihrem Auftaktkampf aus. Erste Erfolge hatte sie schließlich im Jahr 2008, sie erreichte bei der Europameisterschaft in Rom das Halbfinale und gewann Bronze. Bei der nächsten Europameisterschaft 2010 in Sankt Petersburg steigerte sich Graffe um einen Platz und gewann Silber, sie verlor erst im Finale gegen Rosana Simón.
Ihren sportlich größten Erfolg feierte Graffe im Jahr 2011 in Gyeongju. Bei der Weltmeisterschaft siegte sie im Finale gegen die favorisierte Lokalmatadorin An Sae-bom und gewann ihren ersten WM-Titel. Auch bei der Europameisterschaft im folgenden Jahr in Manchester holte sie den Titel und schlug dabei im Finale Rosana Simón, gegen die sie zuvor bei verschiedenen Wettkämpfen achtmal in Serie verloren hatte. Graffe qualifizierte sich für die Olympischen Spiele 2012 in London. Dort stieß sie bis ins Finale vor und gewann nach einer 7:9-Niederlage gegen Milica Mandić die Silbermedaille.